# Relízán
Relízán či Ghalizan (francouzsky Relizane, arabsky غليزان‎, berbersky Ɣilizan) je město na severu Alžírska se 117,5 tisíci obyvatel (2007). Sídlo je hlavním městem stejnojmenné provincie a leží 280 km na západ od hlavního města Alžír na pokraji pouště Sahara. Oblast patří k nejchudším oblastem Alžírska.

## Továrna na výrobu aut
Nedaleko města stojí montážní továrna na výrobu aut. Její stavba byla započatá v listopadu 2016 a v květnu 2017 začala vyrábět automobily (v režimu CKD a SKD). Slavnostně otevřena byla 27. července 2017. Postavil ji Volkswagen s místní firmou Sovac a její produkce v době zahájení provozu zahrnovala modely Volkswagen Golf a Caddy, Seat Ibiza a Škoda Octavia. Octavia byla zastoupena 13 procenty, tj. 26 auty denně a 2200 auty ročně. Továrna v Relízánu byla v době svého otevření patnáctou továrnou, kde se vyrábí vozy Škoda, a první v Africe. Při svém otevření zaměstnala 550 lidí a v plánu bylo až 1800, další místa vznikla v dodavatelských firmách.
V roce 2018 zde vzniklo 53 tisíc automobilů, o rok později 28 tisíc. V prosinci 2019 byla výroba zcela přerušena - jedním z důvodu byly významné změny obchodních a celních podmínek, které provedla alžírská vláda. Případné obnovení výroby je nepravděpodobné. V dubnu 2020 se objevily zprávy, že Volkswagen chce partnerství s firmou SOVAC ukončit.